# Pražští madrigalisté
Pražští madrigalisté je komorní hudebně-pěvecký soubor původem z Prahy. Těleso vzniklo v roce 1967 profesionalizací souboru „Noví pěvci madrigalů a komorní hudby“ pod vedením Miroslava Venhody.

## Historie
Zakladatelem a uměleckým vedoucím souboru byl Miroslav Venhoda. Pražští madrigalisté – soubor nejprve Národního muzea a od roku 1974 České filharmonie, byl složen z osmi pěvců smíšeného posazu a čtyř hudebníků ovládajících historické nástroje. Třináctým byl vedoucí souboru Miroslav Venhoda u cembala či dud.
V době, kdy soubor spadal pod Národní muzeum mohl využívat vlastního depozitáře hudebních nástrojů. Madrigalisté po celou dobu své existence uváděli abonentní řadu koncertů na schodišti hlavní historické budovy Národního muzea s propracovanou tematickou dramaturgií.

## Repertoár
Repertoár byl velmi rozsáhlý: od nejstraší hudby (gregoriánský chorál, gotická ars antiqua, ars nova), přes renesanční frotoly, madrigaly, moteta, responsoria, mše, po barokní formy. Hudba období klasicismu byla uváděna výjimečně, a skladby období romantismu téměř programově chyběly. Naproti tomu byla hojně zastoupena hudba 20. století, často v kontextu s historickou tvorbou.
Stěžejní repertoár tvořila zejména hudba renesanční polyfonie z děl autorů: Claudia Monteverdiho, Carla Gesualda, Lucy Marenzia, Orlanda di Lasso, Tomáse de Victoria, Cristóbala de Morales, Josquina Despreze, Johna Dowlanda ad. Některé skladby byly psány přímo pro Pražské madrigalisty, z autorů jmenujme např. Dalibora C. Vačkáře, Petra Ebena, Václava Kučeru, Ilju Hurníka, Igora Chauna ad.
Soubor vystupoval v mnoha zemích Evropy, v USA a Kanadě a na významných festivalech – Salcburský festival, Berliner bienale, na festivalu ve Swetzingenu, Paříži, New Yorku, Bělehradě, Miláně atd. Natočili mnoho gramofonových desek pro různé společnosti.

## Členové souboru
Významní členové:
- Milada Jirglová – soprán
- Jitka Čechová – soprán
- Milada Čejková – soprán
- Zuzana Matoušková – mezzosoprán
- Stanislava Secká – alt
- Agáta Čakrtová – alt
- Marie Mrázová – alt
- Jaroslav Tománek – tenor
- Vladimír Doležal – tenor
- Richard Sporka – tenor
- Damiano Binetti – tenor a pak vedoucí souboru
- Jaromír Bělor – baryton
- Vratislav Vinický – bas
- Jiří Bíba – bas
- Pavel Jurkovič – nástroje
- Jana Nováková – flétny
- Petr Hejný – nástroje
- Aleš Bárta – varhany, cembalo
- Jan Rokyta
- Jaroslav Tůma - varhany, cembalo